# 命令 (フランス法)
フランス法における命令（めいれい；règlement）とは、一般的効力を有する一方的行政行為（acte administratif unilatéral）である。行政立法（ぎょうせいりっぽう）と訳すことも多い。形式としてはデクレとアレテの2種類がある。
命令の効力は、常に個別行政行為のそれに優先する。命令行為は、発令権限および規範的効力によって階層化できる。また、命令は次の2種類に大別できる。法律の規定を施行するための命令と、法律の求めなく独立に発する命令である。
行政命令とも

## 執行命令
執行府は、法律の執行を確保する。執行命令を発することができるのは、法律により政府に対してデクレ（通常は国務院デクレ（décret en Conseil d'État）。）が明示的に要求される場合と、そのような要求なしに法律の規定を明確化する場合である。これを、執行命令（règlement d'execution (d'une loi)）、施行命令（règlement d'application (d'une loi)）または従属命令（règlement subordonné）という。
最初の場合については、したがって、命令制定権（pouvoir règlementaire）は、立法府が自らは適切でないと評価する事項について定めるべく立法府から権限の委任を受けるのである。確かに、時として政府がそのような命令の規定を設けることがより適切である。
2つめの場合については、命令制定権は、法律の規定を補完し明確化するためにデクレの起草を決定するのである。ただし、依然として、文言上も精神上も当該法律を遵守する必要はあり、そうでなければ、越権訴訟（recours pour excès de pouvoir）によって取り消されることとなる。

## 独立命令
独立命令（règlement autonome）は第五共和国憲法第37条を根拠とするものであり、同条は、限定列挙された重要な法律事項（domaine du la loi）以外の事項、すなわち命令事項（domaine du règlement）について一般的な発令権限を授与するものである。当該根拠に基づいて、政府は、法律を要しない事項について命令を発することができるのである。だがやはり、憲法は遵守する必要がある。命令と憲法との間に法律遮蔽（loi-écran）が存在しないためである。
しかしながら、この独立命令の利用は、憲法制定権力により推奨されているとはいえ、今日においてはますます減ってきている。確かに、命令の性質の規定を法律という形式の定めとすることにより当該規定に堅い根拠を与えたほうが、政治的には適切かもしれない。